# マラブダ
マラブダ（グルジア語: მარაბდა、グルジア語ラテン翻字: Marabda）は、ジョージアのクヴェモ・カルトリ州テトリツカロ地区にある集落。首都トビリシの南方およそ23キロメートル、マルネウリから北に数キロメートルに位置する。現在のアハリ・マラブダ村とズヴェリ・マラブダ村に相当する。

## 歴史
マラブダという地名が初めて文献に登場するのは、11世紀初頭の作品『マティアネ・カルトリサ』である。
1537年から1538年にかけて、カルトリ王ルアルサブ1世の勅令によりバラタシヴィリ家の兄弟イオタムとオルベルが絶縁し、イオタムがマラブダを統治することとなった。その後マラブダはギオルギ・バラタシヴィリ、パラシャト・バラタシヴィリへと引き継がれ、バラタシヴィリ家の領地となった。
1625年、マラブダ近郊でカルトリ王国とサファヴィー朝イランの戦闘が行われた（マラブダの戦い）。マラブダの北端（ズヴェリ・マラブダ）には聖マリネ聖堂（16世紀-17世紀）が建っており、言い伝えによるとマラブダの戦いで戦死した英雄ヘルヘウリゼの9兄弟がその近くに埋葬されている。現在確認可能な史料によると、マラブダは過去に2回、破壊を受けている。うち一つがマラブダの戦いによるものである。17世紀末から18世紀初頭にかけて集落の復興が行われた。
1940年代、マラブダに居住していた若者たちが集落の南側に移動した。当初の集落はズヴェリ（グルジア語: ძველი、「古い」の意）、新しい集落はアハリ（グルジア語: ახალი、「新しい」の意）を冠して呼ばれている。

## 出身者
- アルセナ・オゼラシヴィリ（グルジア語版）: 19世紀にジョージアの農奴制とロシアによる植民地支配に反対した英雄